# Niels B. Christiansen
Niels B. Christiansen (Sønderborg, 12 april 1966) is sinds oktober 2017 CEO van de Deense speelgoedfabrikant LEGO Group.
Christiansen begon zijn carrière in 1991 als management consultant bij McKinsey & Company. In 1995 maakte hij de overstap naar Hilti. Van 2004 tot 2008 groeide hij via verschillende functies door tot bedrijfsleider bij de Deense HVAC constructeur Danfoss, een post die hij negen jaar zou uitoefenen alvorens in 2017 de overstap naar LEGO te maken. 